# Perro de montaña

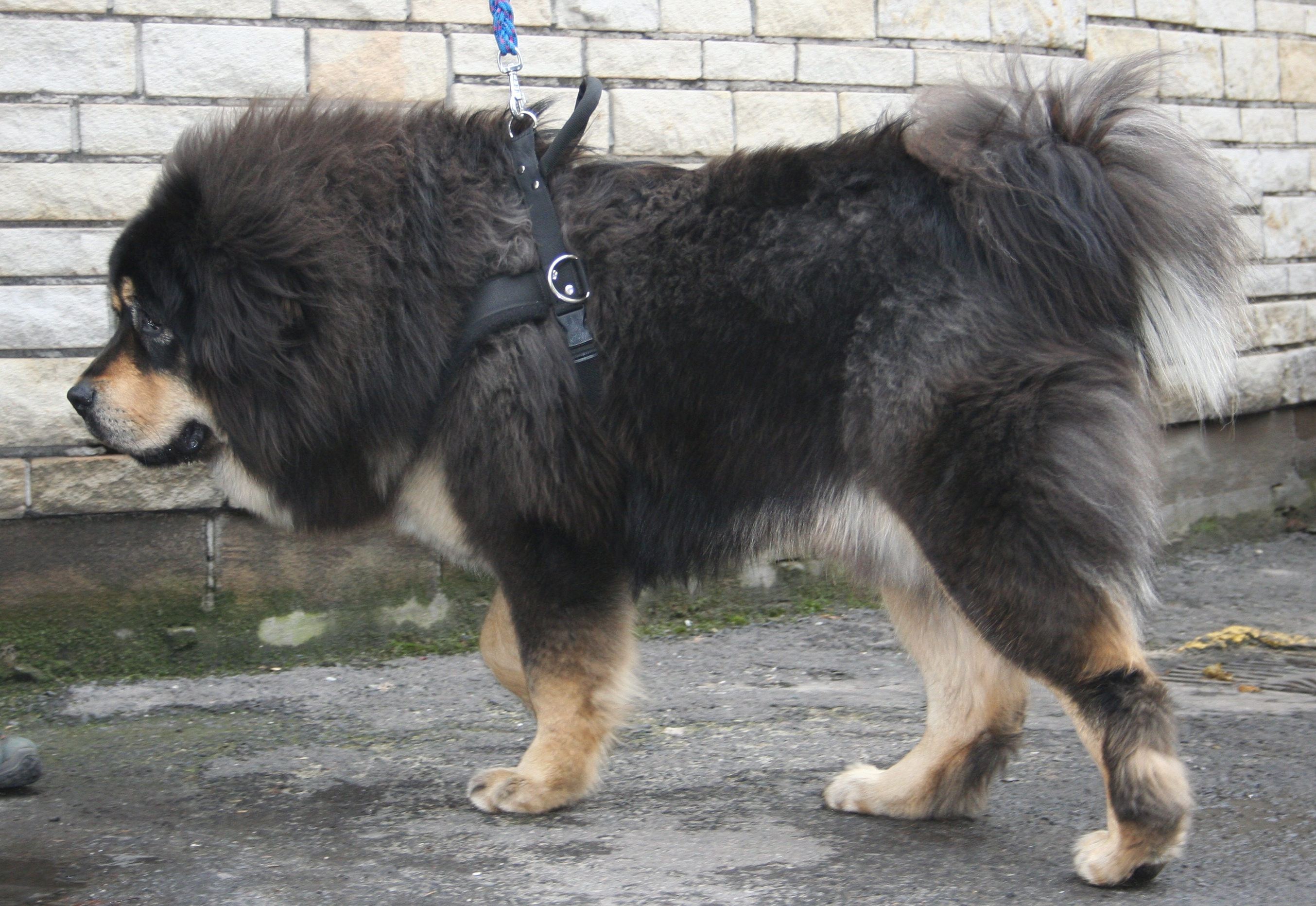
Mastín tibetano - perro durante la exposición canina internacional en Katowice, Polonia. Su nombre es Bagmati KHYI FADO que se llama Hando. El propietario es Marcin Krasoń de Polonia.

Perro de montaña hace referencia a un grupo de razas caninas similares -en casos locales- típicas de medios montañosos de Eurasia central.
Son perros de trabajo, particularmente perros guardianes de ganado y rebaños, boyeros y de granja. Tienden a tener una forma tipo moloso por su herencia genética. La gran mayoría de ellos tiene un manto doble.

## Agrupaciones
- Pinscher y Schnauzer, Molosos y perros suizos de montaña es la designación utilizada por la Federación Cinológica Internacional[3]
- Sennenhund llamados perros suizos de montaña o perros suizos ganaderos. Son perros de granja[3] locales.

## Razas específicas y variedades locales
- Appenzeller Sennenhund. Raza de tamaño medio, una de las cuatro de tipo Schnauzer-molosoide- de perros suizos de montaña (Sennenhund)
- Boyero de Berna , una de las cuatro razas de Sennenhund
- Boyero de Entlebuch  el más pequeño de los cuatro Sennenhunds en Suiza, reconocido por el American Kennel Club en enero de 2011[4]
- Cão da Serra da Estrela, utilizada como guardián de ganado en Portugal
- Cão de Castro Laboreiro
- Cão de Gado Transmontano
- Cuvac eslovaco
- Dogo del Tíbet
- El Karakachan. Originario de Bulgaria
- El Mastín de Kumaon o Sindh. Raza india en peligro de extinción.
- Gaddi Kutta perro de tipo mastín inglés en la región de los Himalayas, norte de India. Conocido también como Mastín Mahidant.  Es un perro versátil, de caza y guardián, suficientemente fuerte para repeler ataques de Leopardos de las nieves.
- Gran Boyero Suizo. Desarrollado en los Alpes suizos.
- Gran Pirineo utilizado como perro guardián
- Hovawart, incluida por la F.C.I.
- Kuchi. Originario de Afganistán, con variedad de tipo montaña
- Kuvasz
- Leonberger, cruce entre Barry Dog, Landseer Newfoundland y Gran Pirineos.
- Mastín de los Alpes. Extinto progenitor del San bernardo entre otras razas de montaña. También conocido como Barry Dog y Saint Dog.
- Mastín del Pirineo
- Mastín español
- Mioritic. Amplia raza de perros guardianes rumanos originarios de los montes Cárpatos
- Pastor caucásico (en georgiano კავკასიური ნაგაზი "Kavkasiuri nagazi"),
- Pastor de Asia Central
- Pastor de Bosnia-Herzegovina y Croacia
- Pastor de Bucovina
- Pastor de Georgia. Perro guardián grande y poderoso, antiguo perro de trabajo.
- Pastor de Karst. Originario de Eslovenia
- Pastor de los Cárpatos o Alabai
- Pastor de Maremma, perro italiano guardián
- Pastor de Tatra
- Pastor del Himalaya o Bhote kukur, raza nepalí muy poco frecuente.
- Pastor griego Hellenikos Poimenikos
- Perro armenio de montaña o "Gampr" armenio.[5]
- Perro de aguas de Moscú, raza extinta de perro salvavidas, mordedor por herencia genética.
- Perro de aguas de St. John o Lesser Newfoundland. Precursor extinto del Terranova y ancestro de actuales perros cobradores como el Perro cobrador de cubierta lisa, el Retriever de Chesapeake, el Golden Retriever y el Labrador Retriever.
- Perro turco de Akbash
- Rafeiro do Alentejo
- San bernardo raza de búsqueda y rescate (ver) de gran tamaño de los Alpes italianos y suizos.
- Šarplaninac, pastor yugoslavo o ilirio, perro guardián de origen antiguo originario de las montañas Šar en los Balcanes.
- Terranova y Landseer (tratados de forma separada por la F.C.I.)